# Ginglim
Ginglimul (Ginglymus) (din greaca ginglymos = balama) sau articulația trohleană, articulația în  balama, trohleartroza este o articulație sinovială mobilă uniaxială cu 2 suprafețele articulare (una convexă, alta concavă), cea ce permite mișcări într-un singur plan, înainte și înapoi, ca balama unei uși. Suprafață articulară convexă a acestei articulații este reprezentată la unul din oase de un scripete sau trohlee articulară, pe care se află un șanț median care separă două fațete (părți) laterale convexe. Suprafață articulară corespondentă concavă de pe osul opus este reprezentată de o cavitate (scobitură) invers conformată, cu o creastă mediană mărginită de două fațete (povârnișuri) laterale concave; creastă mediană corespunde șanțului scripetului, iar cele două fațete laterale corespund părților laterale ale scripetelui. Exemple: articulația humeroulnară, articulațiile interfalangiene, articulația talocrurală. Aceste  articulații posedă ligamente colaterale puternice și permit mișcări de flexiune - extensiune în jurul unui singur ax, cel al trohleei; au și mișcări foarte reduse de lateralitate. Ginglimul este mai puțin mobil ca enartroza (articulația sferoidală sau cotilică), datorită mișcărilor puțin variate, însă permite executarea unor mișcări cu amplitudine mare.

## Note

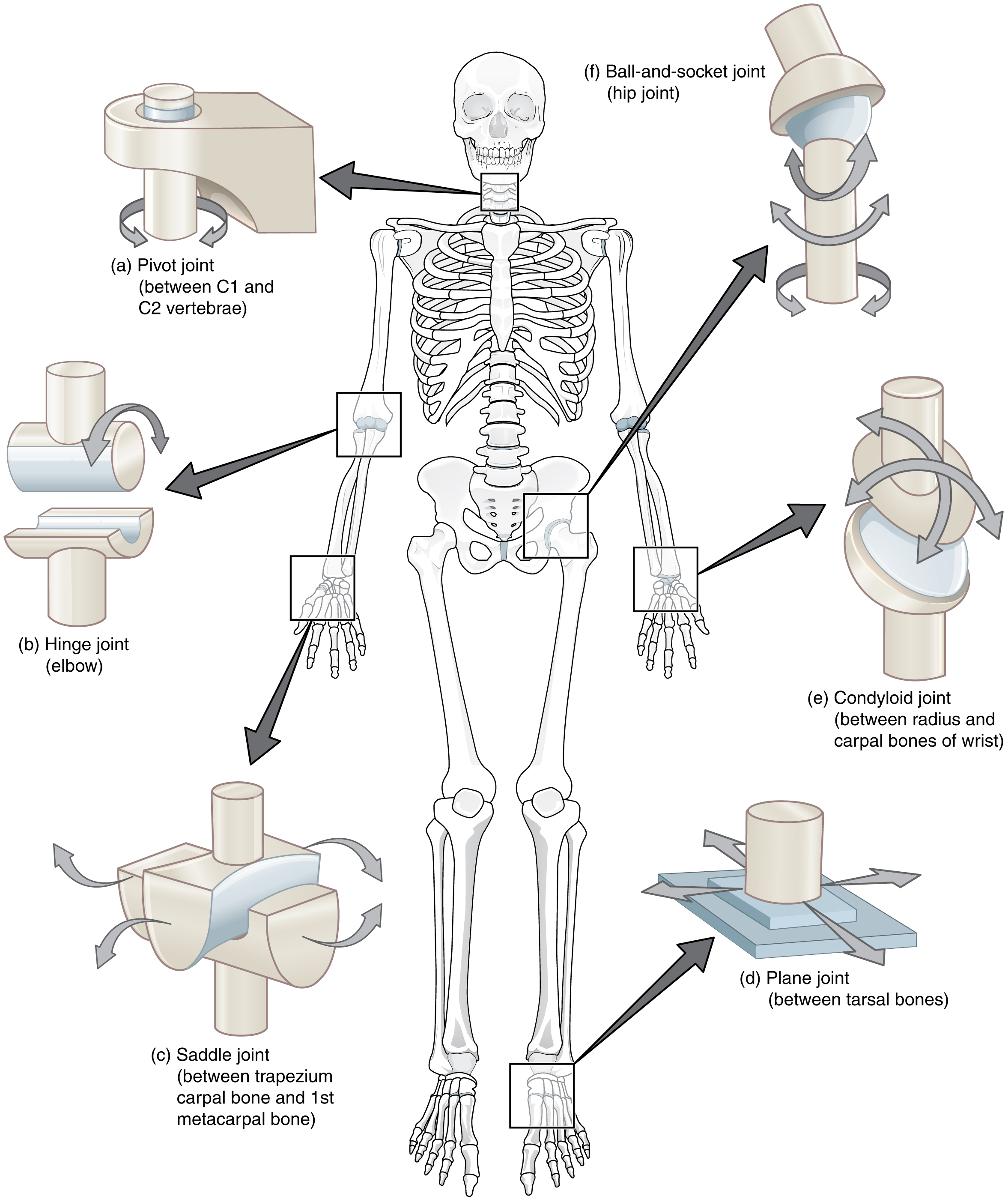
Tipuri de articulaţii sinoviale